# Анненков, Борис Владимирович
Бори́с Влади́мирович А́нненков (9 февраля 1889 — 25 августа 1927, Семипалатинск) — русский военный деятель, участник Первой Мировой и Гражданской войн. Войсковой старшина Русской императорской армии, затем — генерал-майор в составе Русской армии, командующий Семиреченским соединением.
Признавался «анненковцами» атаманом Сибирского казачьего войска, хотя «де юре» им не являлся: атаманом сибирских казаков оставался П. П. Иванов-Ринов. Дивизия Анненкова формировалась из добровольцев: казаков, русских крестьян, казахов, киргизов, а также китайцев.
Анненков часто не выполнял приказы, что приводило к постоянным конфликтам с командованием. Трагедия у перевала Сельке во время отступления в Китай привела к открытому противостоянию «анненковцев» с оренбургскими казаками А. И. Дутова и последующему внутреннему конфликту в белогвардейских рядах, продолжившемуся в эмиграции. Обвинялся в ряде военных преступлений.

## Биография
Родился в селе Драбовка (в наст. время Корсунь-Шевченковского района, Черкасской области) в семье отставного полковника  Владимира Александровича Анненкова (1851—1904), потомственного дворянина, и его супруги Евгении Гавриловны, родом из крестьян, и был единственным сыном в семье. У отца Б.Анненкова было имение Сомовка в Волынской губернии.
По одним сведениям, Анненков был внуком известного декабриста Ивана Анненкова и Полины Гебль (в частности, на этом настаивал сам атаман), другие исследователи это отрицают.
- 1906 — Окончил Одесский кадетский корпус.
- 1908 — Окончил Александровское военное училище, выпущен хорунжим в 1-й Сибирский казачий полк на должность командира сотни.
- Переведён в 4-й Сибирский казачий полк (г. Кокчетав).
- 1914 — В казачьем лагере вспыхнул бунт. Бунтовщики выбрали Анненкова своим временным начальником, однако непосредственного участия в выступлении он не принимал. Анненков лично донёс о случившемся сибирскому войсковому атаману. На требование от прибывшего с карательной экспедицией генерала Усачёва назвать зачинщиков и лиц, причастных к убийству офицеров, ответил отказом, заявив, что он офицер, а не доносчик. По обвинению в укрывательстве и бездействии предан военно-полевому суду в числе 80 восставших. Оправдан военно-полевым судом. Вышестоящий окружной военно-полевой суд отменил оправдательный приговор низшей инстанции и приговорил Анненкова к 1 году и 4 месяцам заключения в крепости с ограничением в правах. Отбытие наказания Анненкову заменили направлением на германский фронт.
- 1915 — В составе 4-го Сибирского казачьего полка участвовал в боях в Белоруссии. Попав в окружение, вывел остатки полка.
- 1915—1917 — Командовал одним из т. н. «партизанских» (точнее, рейдовых[4]) отрядов, созданных по его инициативе. Особенно отличился он при атаке на немецкие пехотные позиции под Барановичами, где было разгромлено несколько вражеских полков. В ряде публикаций упоминается награждение Анненкова французским орденом Почётного легиона (из рук генерала По). Сведения о награждении Анненкова иностранными орденами и медалями не подтверждены ни одним авторитетным источником. Вместе с тем Анненков за боевые заслуги в Первой мировой войне был удостоен российских военных наград: ордена Святой Анны IV степени, Святой Анны III степени, ордена Святого Станислава II степени с мечами, Святой Анны II степени с мечами, солдатского Георгиевского креста с лавровой ветвью, а также благодарностей от командования. Он обладал высшей наградой Российской Империи за личную храбрость в бою — золотым Георгиевским оружием с надписью «За храбрость» со знаками орденов Святого Георгия и Святой Анны.
- 3 марта 1917 — С отрядом присягнул на верность Временному правительству.
- Сентябрь 1917 — Перешёл с отрядом в распоряжение штаба 1 армии.
- Декабрь 1917 — Выслан в Омск с отрядом для расформирования «за контрреволюционность».
- Январь 1918 — Отказался разоружить отряд по требованию большевиков и начал борьбу, расположившись в станице Захламинской под Омском, однако вынужден был отойти в соседние станицы.
- 18—19 февраля 1918 — Во время «Поповского мятежа» организовал рейд по спасению войсковых святынь сибирских казаков — Войскового знамени 300-летия Дома Романовых и знамени Ермака, — после чего ушёл к Кокчетаву, затем в Киргизскую степь.
- Март 1918 — Избран Войсковым атаманом Сибирского казачества нелегально созванным в станице Атаманской (под Омском) войсковым кругом Сибирского казачества.

### Гражданская война
- 12 марта 1918 начал боевые действия против красных и уже 19 марта взял Омск, но город удержать не удалось. В конце апреля большевики отбили Омск.
- Июнь — октябрь 1918 — Отряд достиг численности в 1500 штыков и сабель (4 полка, артдивизион и несколько вспомогательных подразделений), вместе с чехами и частями Сибирской армии принимал участие в боях против большевистских войск в Западной Сибири и Семиречье.
- Июль — август — 1918 — подавил крестьянское восстание в Шемонаихе.
- 28 июля 1918 — Войсковой старшина.
- Командуя сводным отрядом оренбургских и сибирских казаков, нанёс поражение отрядам Каширина и Блюхера на Верхне-Уральском фронте и взял Верхнеуральск.
- 11 сентября 1918 — подавил большевистский мятеж в Славгородском уезде, захватив красный уездный крестьянский съезд из 200 делегатов.
- 15 октября 1918 — Награждён орденом Святого Георгия IV степени и произведен в генерал-майоры.
- 23 октября 1918 — Партизанский отряд передан в подчинение атамана Семиреченского казачьего войска и переименован в «Партизанскую атамана Анненкова дивизию». Эта дивизия формировалась из добровольцев: казаков, русских крестьян, казахов (сведённых в т. н. алаш-ордынские полки), а также иностранцев, живших в России, — афганцев, уйгуров, китайцев. Последние, сведённые в отдельный Маньчжурский полк, наводили среди большевиков и лояльного им населения настоящий ужас. В докладе начальника Особой канцелярии, выполнявшей функции белогвардейской контрразведки, особо отмечалось, что «китайцы атамана Анненкова наводят на жителей страх и заставляют жителей покидать свои дома». Автор доклада цитирует письмо одного из анненковских солдат: «Из Андреевки все ушли, боялись китайцев Анненкова, которые обращаются не по-человечески (бесчеловечно)».

Поскольку дивизия состояла из добровольцев, а не мобилизованных, то красные анненковцев в плен, как правило, не брали. Начальник Особой канцелярии штаба 2-го Отдельного Степного корпуса, подчёркивая этот факт, в своём докладе писал: «Среди кадровых частей замечается нежелание служить в частях дивизии атамана Анненкова, так как они думают, что большевики сочтут их за добровольцев и обязательно убьют».
- 22 декабря 1918 — Контрразведка и отдельные подразделения отряда участвовали в подавлении большевистского мятежа в Омске.
- Декабрь 1918 — Получил под командование 2-й Степной корпус с приказом освободить от красных всё Семиречье.
- Январь—апрель 1919 — С переменным успехом вёл бои в районе села Андреевка.
- Июль 1919 — Вёл боевые действия в районе Андреевки. Анненков отказался выполнить приказ командования о переброске его дивизии на Западный фронт под предлогом, что киргизы и китайцы, служившие в его дивизии, не желают уходить от российско-китайской границы, семиреченские казаки не хотят покидать на разорение свои дома и пр. Исходя из того, что анненковская дивизия не выполняет приказов верховного командования и представляет собой малонадёжную часть во главе с недисциплинированным командиром, генерал-майор Бутурлин издал специальный приказ по этому поводу, гласивший: «Вооружение частям полковника Анненкова не давать до особого распоряжения ставки, имея в виду, что они будут снабжены и вооружены после перехода их на Западный театр военных действий».[5] Анненков выделил несколько полков на Восточный фронт, но перебрасывать все свои силы на решающий Западный фронт категорически отказался, поскольку это могло подорвать основы его власти в созданной им небольшой империи. Видный стратег Гражданской войны Н. Е. Какурин на этом основании причислял его к окраинным казачьим атаманам, которые не признавали ничьей власти, кроме своей собственной. По его оценке, сепаратизм подобных вождей весьма ослаблял белое движение в целом.[6]

При этом переданные Анненковым полки в отношении воинской дисциплины показали себя с худшей стороны — прибыв в Петропавловск, анненковские «чёрные гусары» и «голубые уланы» занялись в Петропавловске такими грабежами, что по приговору военно-полевого суда сразу же были расстреляны 16 человек из их числа.
- Август 1919 — Командующий Отдельной Семиреченской армией. Подавил восстания в Семипалатинске и Лепсинском уезде.
- 14 октября 1919 — Анненков завершил подавление крестьянского восстания в Лепсинском уезде. Они, располагая очень небольшим количеством огнестрельного оружия, создали настоящий фронт для самозащиты и защиты своих семей. Хотя в некоторых публикациях черкасско-лепсинское восстание 12 русских сёл рассматривается как просоветское, в действительности оно было скорее антианненковское. Анненковцы смогли сломить сопротивление крестьян лишь после третьего наступления, когда у осаждённых в селе Черкасском силы полностью истощились от голода, цинги, тифа и они были вынуждены сдаться на милость победителя. Захватив Черкасское, анненковцы только там убили 2 тысячи крестьян, в Колпаковке 700, в посёлке Подгорном ещё 200. Деревня Антоновка была сожжена и полностью уничтожена, а в селении Кара-Булак Уч-Аральской волости были уничтожены все мужчины[8].

Аналогичный антианненковский характер имело большевистское движение «Горных орлов» во главе с Егором Алексеевым, созданное крестьянами Урджарского района, оборонявшимися в горах Хабара-Су. В переговорах с Анненковым Алексеев объяснил, что его отряд не признает ни белых, ни красных, ни Временного Сибирского правительства. Алексеев заявил, что они стоят за власть крестьянства и борются против оказачивания.
- Зима 1919—1920 — Неподалеку от штаба Больше-Нарымска по приказу Б.Н.Анненкова, была создана специальная зона где губили восставших на тот момент крестьян,казахов,красных. В этой зоне тела погибших насчитывалось около 500 либо 650 людей. Половину которую даже не смогли найти. Анненков приказывал их закапывать в общую могилу без табличек, а или вовсе сжигать и закапывать в горные леса. А уже в январе 1920 года принял командование над частями Дутова, отступившими в Семиречье после поражения в сентябре 1919 под Актюбинском от Красной Армии. Дутов назначен атаманом Анненковым генерал-губернатором Семиреченской области. Однако приход частей Дутова не усилил, а скорее ослабил мощь белых в Семиречье, поскольку 90 % пришедших были больны тифом. Не способствовало этому и разнузданное обращение анненковцев с дутовцами, включавшее многочисленные грабежи и насилия над ними. Один из оренбуржцев, попавших тогда в Семиречье, в своих воспоминаниях писал: «прислушавшись ко всем рассказам местных жителей, очевидцев, и судя по отношению Анненкова к Оренбуржцам, для нас стало ясно, что мы попали в самое после большевиков бесправное место, и если что атаману (Анненкову. — А. Г.) взбредёт в голову, то он с нами и сделает». Другой свидетель этих событий, белогвардейский капитан Соловьёв, будучи в китайской эмиграции, рассказывал: «…на первых же пикетах дутовцы увидели братский привет атамана, прибитый к стене: „Всякий партизан имеет право расстреливать каждого, не служившего в моих частях, без суда и следствия. Анненков“. Может, я перефразировал слова лозунга, но смысл верен.»[9] Неприятно поразил видавших виды уральцев и террористический режим, установленный Анненковым в Семиречье, о чём рассказал тот же капитан Соловьёв: «Соприкоснувшись с жителями, дутовцы с чувством глубокого возмущения узнали о репрессиях брата-атамана. Они не хотели верить в растаскивание боронами (людей), в сбрасывание с обрывов и, только осмотрев раны уцелевших от избиений, убеждались в правде. Таких бесцельных жестокостей не творилось в далёких Оренбургских степях, они претили им». Отбирая самое необходимое, Анненков в то же время отказывал в снабжении дутовцев боеприпасами. Как писал уже в Китае дутовский генерал А. С. Бакич, «все мои просьбы к Генералу Анненкову о снабжении патронами моих частей оставались безрезультатными, хотя таковые, впоследствии доставшиеся красным в Учарале, имелись в большом количестве». В другом своём письме, адресованном генералам Н. С. Анисимову, А. Н. Вагину и Г. М. Семёнову, Бакич отмечал, что «способ командования и порядки в партизанских частях атамана Анненкова, где не соблюдались основные требования военной службы, отрицались законность и порядок, допускались невероятные бесчинства и грабежи, как по отношению к мирному населению деревень и станиц, а равно и по отношению к чинам моего отряда, вследствие болезни не могущих постоять за себя, вызвало озлобление против партизан генерала Анненкова со стороны чинов моего отряда.» По свидетельствам прибывших, анненковцы открыто заявляли дутовцам, «что мы (дутовцы. — А.Г.) им не нужны, что мы убирались бы вон с территории Семиреченского района».

Впоследствии, уже находясь в Китае, А. С. Бакич просил китайские власти разместить части анненковцев отдельно от его отряда на расстоянии не менее чем 150 вёрст. Он гарантировал отсутствие боестолкновений между анненковцами и дутовцами только при соблюдении указанного условия. В качестве причины такой смертельной вражды между ними в письме урумчинскому генерал-губернатору Яну генерал Бакич указал убийство анненковцами на перевале Чулак около сорока семейств офицеров его отряда и беженцев, при этом женщины и девушки от 7 до 18 лет ими были изнасилованы, а затем зарублены.
- Февраль 1920 — Совершив многочисленные кровавые расправы над безоружными людьми, но никогда не сражаясь на Западном фронте, от чего Анненков каждый раз отказывался под разными предлогами, анненковская «партизанская дивизия» оказалась весьма слабой в боевом отношении. Когда Анненкову в конце концов всё же пришлось сражаться с регулярными частями Красной армии, наступавшими на Семиречье, его дивизия сразу потерпела поражение и начала непрерывное отступление. Однако Анненков отказался принять выдвинутый 29 февраля 1920 г. ультиматум командования Красной армии и сложить оружие.[11]
- Март-апрель 1920 — С 18-тысячным отрядом отошёл к китайской границе, обосновавшись у перевала Сельке. В Ярушинской бригаде, драгунском полку и сербских частях вспыхнуло восстание тех, кто не желал уходить в Китай, откуда Анненков планировал продолжить борьбу с большевиками, подавленное с исключительной жестокостью.[12]
- Апрель 1920 — от дивизии Анненкова, точнее, от её остатков отделился и ушёл к Дутову 1-й Оренбургский казачий полк войскового старшины Н. Е. Завершинского. Версии причин происшедших событий у различных белогвардейских авторов разительно отличаются друг от друга. Один из благожелательно настроенных к Анненкову авторов туманно пишет об этом:

Пребывание отряда Анненкова в горах Алатау ознаменовалось рядом ненужных и ничем не оправдываемых жестокостей, которые были учинены некоторыми лицами из числа близких соратников атамана по отношению к отдельным партизанам и частным беженцам, попадавшим иногда в район расположения отряда…
Версия самого Анненкова, изложенная им самим в Семипалатинском процессе 1927, была направлена на приуменьшение числа жертв этого преступления, факт которого он не отрицал, и на то, чтобы возложить часть вины за него на самих погибших.
Но свидетельства уральских казаков, в том числе тех, кто писал об этом в Китае, вне досягаемости советской власти и никак не заинтересованных в компрометации белого движения, говорят о совершенно ином. Так, белогвардейский офицер А. Новокрещёнков, находясь в Китае, писал о трагедии на перевале Сельке:
«Приблизительно в марте, числа 16-19-го, отряд атамана Анненкова под натиском Красной армии подошёл к границе Китая у перевала Сельке. Это место атаман назвал „Орлиное гнездо“ и расположился там лагерем с отрядом численностью примерно в 5 тысяч человек. Здесь были полк атамана Анненкова, или Атаманский, Оренбургский полк генерала Дутова, Егерский полк и Маньчжурский при одной батарее и сапёрном дивизионе. Атаманский полк осуществлял прикрытие отступления отряда. Он же на месте производил суд над идущими на родину партизанами — их просто раздевали и расстреливали или сообщали вооружённым киргизам, что идёт такая-то партия и её надо уничтожить. С отрядом к границе шли семьи некоторых офицеров, как, например, семья заслуженного оренбуржца полковника Луговских, состоявшая из трёх дочерей, престарелой жены, жена есаула Мартемьянова и в числе других — жена с 12-летней дочерью вахмистра Петрова-оренбуржца. Всем семьям атаман приказал эвакуироваться в Китай, а сам немедля отдал приказ 1-й сотне Атаманского полка, сотнику Васильеву отдать всех женщин в распоряжение партизан и киргизов, а мужчин перебить. Как только стали приезжать семейства, то сотник Васильев задерживал их под разными предлогами и отправлял в обоз своей сотни, где уже были любители насилия: полковник Сергеев — начальник гарнизона Сергиополя, Шульга, Ганага и другие. Прибывших женщин раздевали, и они переходили в пьяные компании из рук в руки, и после их рубили в самых невероятных позах. Из этой клоаки удалось выбраться уже изнасилованной с отрубленной рукой дочери вахмистра, которая прибежала в отряд и всё рассказала. Это передали оренбуржцам, попросили их встать на защиту. Полк немедля вооружился, а командир его Завершенский пошёл с Мартемьяновым к атаману и потребовал выдачи виновных. Атаман долго не соглашался, оттягивал время, дабы главный виновник Васильев имел возможность убежать за границу и тем самым замести следы. Но Завершенский под угрозой револьвера заставил атамана выдать преступников. Оренбуржцы арестовали Шульгу, Ганагу и ещё трёх-четырёх человек. Были вызваны добровольцы их порубить. Рубка этих людей происходила на глазах всего отряда. После этой казни полк немедля снялся и пошёл в Китай, не желая оставаться в отряде. Вслед полку анненковцы дали несколько выстрелов из орудий, к счастью, не попавших в цель… Позднее по приказу генерала Дутова произвели дознание в управлении эмигрантами. Васильева поймали, арестовали, и он погиб голодной смертью в том же Оренбургском полку уже в Китае»
(Военно-исторический журнал. 1991. № 3. С. 76-77.)
- 28 апреля 1920 — Ушёл с остатками отряда в Китай, где базировался в Синьцзяне. Перед этим Анненков предложил всем желающим солдатам и казакам остаться в России, передав оружие анненковцам. Предположительно, когда большая часть согласилась, их направили в несуществующий город «Карагач», где для них якобы даже приготовили подводы для перевозки домой, однако вместо этого несколько тысяч людей были по приказу атамана убиты в глухой местности Актума в трёх верстах от озера Алаколь (в Алматинской области современного Казахстана). Согласно показаниям на судебном процессе, они были расстреляны партиями по 100—120 человек и зарыты в заранее, за два месяца до этого, вырытых по приказу Анненкова пяти огромных рвах, превращённых в большие могилы. Как было сказано в обвинительном заключении в семипалатинском процессе 1927 года, «изъявившие желание вернуться в Советскую Россию, были раздеты, потом одеты в лохмотья и в момент, когда проходили ущелья, пущены под пулемётный огонь оренбургского полка». После этого войско Анненкова, сократившееся до 700 человек, перешло китайскую границу. Было вывезено много награбленного имущества, включая автомобили, а также золото и другие ценности.[11]
- 15 августа 1920 — Перебазировался в г. Урумчи, разместившись в бывших русских казачьих казармах. При этом, что характерно, русская колония Урумчи не встречала анненковцев при их вступлении в город, помня о чудовищных злодеяниях, совершённых ими на перевале Сельке. «Партизанам» же без особого на то разрешения запрещено были появляться в городе и иметь какое-либо общение с местной русской колонией.[13]
- Сентябрь 1920 — Перебазировался в крепость Гучэн.

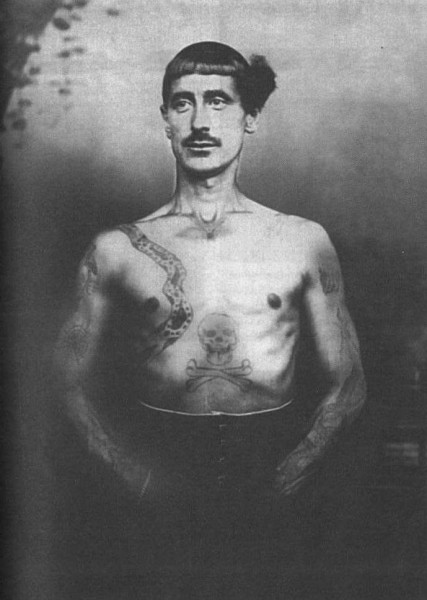
Анненков в период заключения в китайской тюрьме

- Март 1921 — Арестован китайскими властями и посажен в тюрьму г. Урумчи[14]. По утверждению самого Анненкова на следствии, одной из причин его ареста было стремление китайских властей получить путём вымогательства имевшиеся у него ценности. Дополнительным мотивом был конфликт из-за переподчинения китайским губернатором состоявшего из китайских граждан Маньчжурского полка, в котором генерал Ян нуждался для усиления собственных позиций. Вместе с тем существуют и документы, в которых китайские власти прямо обвиняли самого Анненкова и его «добровольцев» в грабежах и неоднократно требовали от него, когда он ещё находился на свободе, пресечь подобные действия его подчинённых.[11]
- Февраль 1924 — Освобождён стараниями начальника штаба отряда генерал-майора Н. А. Денисова и благодаря вмешательству представителей стран Антанты.
- 7 апреля 1926 — Обманным путём захвачен командующим 1-й Китайской народной армией маршалом Фэн Юйсяном и за крупное денежное вознаграждение передан чекистам, действовавшим на территории Китая, после чего через Монголию вывезен в СССР. Чтобы скрыть факт выдачи Анненкова китайцами, в СССР распространялась версия о добровольном переходе границы и сдаче Анненкова советским властям, а также об отречении его от прежних взглядов, что не соответствовало действительности.
- 25 июля — 12 августа 1927 — судебное заседание выездной сессии Военной коллегии Верховного суда СССР в Семипалатинске. Основной пункт обвинения — массовые зверства над пленными и мирным населением, количество жертв анненковского террора насчитывает даже не сотни, а многие тысячи жертв. Так, по материалам расследования преступлений Анненкова и его сподручных установлено, что в городе Сергиополе расстреляно, изрублено и повешено 800 человек. Сожжено село Троицкое, где анненковцами забито насмерть 100 мужчин, 13 женщин, 7 грудных детей. В селе Никольском выпорото 300 человек, расстреляно 30 и пятеро повешено. В селе Знаменка, что в 45 верстах от Семипалатинска, вырезано почти всё население, здесь у женщин отрезали груди. В селе Колпаковка изрублено, расстреляно и повешено 733 человека, в посёлке Подгорном — 200. Сожжены сёла Болгарское, Константиновка, Некрасовка. В селе Покатиловка изрублена половина жителей. В Карабулаке Учаральской волости уничтожены все мужчины. По словам свидетеля Турчинова, трупы не зарывались, и собаки до такой степени откармливались и привыкли к человечьему мясу, что, зверея, бросались на живых людей. Помимо зверств над мирным населением, в вину Анненкову также ставился расстрел восставшей ярушинской бригады, пытавшейся перейти на сторону красных. Массовый расстрел близ озера Алаколь 3800 солдат и казаков, пожелавших при бегстве корпуса атамана в Китай остаться в России, обвинением подробно не рассматривался, поскольку детально стал известен лишь после вынесения приговора[15].
- 25 августа 1927 — Расстрелян вместе с Н. А. Денисовым.
- 7 сентября 1999 — Военная коллегия Верховного Суда РФ отказала в реабилитации Анненкова Б. В. и Н. А. Денисова.

Может, Анненков был прав, что в какой-то момент упившиеся кровью головорезы стали неуправляемы, чинили погромы, грабили и убивали без оглядки на своего командующего. Однако таковыми их сделал он, Анненков. Атрибутика из черепа с человеческими костями, розги, плети, незаконные расправы без суда и следствия, зверские казни — всё это насаждал сам атаман, в основном всё делалось по его личному приказу и исполнялось тотчас, в его присутствии.
Генерал-лейтенант юстиции Д. М. Заика, полковник юстиции В. А. Бобренёв, к.ю.н («Военно-исторический журнал» 1990—1991 гг.)

 Из показаний адъютанта Анненкова: «Чёрным бароном атамана прозвали ещё в Кокчетаве, кто первый — не помню… В Омске мы, соратники знали его уже как человека не курившего и не потреблявшего спиртных напитков, но много уничтожавшего конфет. Не имел друзей, чуждался женщин — он был холост…. В Киргизии Анненков любил покататься на автомобиле, любил задавить кошку, собаку, курицу, барана… Говорил, что хотелось бы задавить какого-нибудь киргизёнка».— «10 лет контрреволюции»

Когда под гнётом большевизма народ России изнывал,
Наш маленький отряд восстанье поднимал
Мы шли на бой, бросая жён своих, дома и матерей
Мы дрались с красными желая дать покой скорей…
Два года дрались с тёмной силой, теряя сотнями людей.
Не мало пало смертью храбрых, под пулями чертей.
Увы, капризная судьба сильней нас,
Дурман народа не прошёл, не наступил победы час.
И сам Колчак, избранник богачей.
В Иркутске был расстрелян руками палачей.
Мы долго дрались в Семиречье, имея пять фронтов,
Но видно приговор Всевышнего для нас уже был готов.
И нам пришлось, оставив всё, уйти в Селькинские вершины,
Таща с собой снаряды, пушки и машины.
Без хлеба, без жилищ мы страдный путь свершали,
Измучившись в дороге, в снегу всю ночь дрожали.
Так отступая шаг за шагом, к границе путь держали.
Попытки красных наступать спокойно отражали.— Б. В. Анненков

## Массовые убийства в Семиречье
В ходе судебного процесса 1927 года Анненков обвинялся, помимо прочего, в массовых убийствах в 1920 году партизан, которые не хотели переходить вместе с ним границу с Китаем. В качестве доказательств расправ руками алашордынских ополченцев приводились показания бывших сослуживцев атамана, проживавших на территории Советского Союза. Сам Анненков свою вину отрицал, и до сих пор достоверно не установлено, кто и как был убит в массовых захоронениях, так как следователи ограничились визуальным осмотром.

## В литературе и печати
Во время большевизма, когда Совдеп не прочь был обезличить Сибирское казачье войско, отнять у него и земли, и само имя казака, является Анненков. До хитрости смело берёт он из казачьего собора знамя Ермака и собирает под ним всех, кто готов отдать свою жизнь за освобождение от большевиков. В этом, как и во многом другом, заслуга Анненкова.
В заседании 12-21 июля IV войскового Круга постановили обязать Анненкова возвратить знамя Ермака в Войско. И что, это знамя до сих пор находится в отряде Анненкова. Вот вам минус в его заслугах. Неповиновение в начальнике — плохой признак. Зачем ему знамя теперь, когда у него в руках значительный отряд?
В наше смутное время, когда государственные перевороты делаются сравнительно небольшой кучкой солдат, всего можно ждать от энергичных людей, которых слава подобно вину легко охмеляет.
Есаул Семёнов (ныне полковник), действовавший против большевиков, имел значительно больше отряд, чем Анненков, большую реальную силу, чем генерал Гайда. Ко времени признания власти Сибирского Правительства на Восток многие опасались вооружённого сопротивления Семёнова. Но… Семёнов оказался истинным сыном Родины — он сам явился к генералу Гайда с выражением признания власти Временного Сибирского Правительства, готовности идти с ним рука об руку в деле строительства государства.
В начальнике ярче, чем в казаке или солдате, должно сквозить исповедование догматов государственности. Это исповедование в Анненкове, как в начальнике, не знамо.
— Официальное издание Временного Сибирского Правительства "Сибирский вестник". № 46. 17 октября 1918. Омск

Герой победы на семиреченском фронте — типичный представитель удалой казацкой вольницы.
При большевиках он похитил в Омске знамя Ермака и собрал целый отряд. Первое полугодие 1918 года он провёл в станицах под Омском, постоянно тревожа большевиков и оставаясь неуловимым. Ему помогала омская буржуазия.
Произошёл переворот, Анненков не отдал знамени Ермака. Круг требовал, он не отдавал, пока не воздействовали на ослушника, срамя его в казачьем органе «Иртыш».
Когда свергли Директорию, он колебался, признать или нет адмирала Колчака, но ему было заявлено, что отряд больше не будет получать частной поддержки.
Анненков покорился, признал, но только на словах. Он засел в Семипалатинске, а в Омске имел канцелярию для вербовки добровольцев. В Семипалатинске он облагал буржуев «добровольными взносами» и собирал довольно значительные суммы.
Анненковцы носили особую форму. У них висели за спиною ярко-красные башлыки. Они выделялись из всех военных; их принимали за конвой адмирала. В действительности конвой Колчака носил обычную для Омска форму английского образца.
Несколько раз Анненкова требовали с его частями на фронт, но он всегда находил предлог уклониться, ссылаясь на предстоящее наступление или угрозы красных.
Генерал Щербаков, которого адмирал посылал в Семиречье ознакомиться с положением дел, докладывал Совету министров, что Анненков — разумный и законопослушный человек, но что он не может признавать авторитета гражданских властей, потому что они беспомощны, а его, Анненкова, население слушается. Представители же семиреченских крестьян говорили в Омске, что Анненков и его отряд — гроза крестьянства.
…Однако обстоятельства покровительствовали Анненкову. Овладев главным укреплённым районом в северном Семиречье, Анненков обеспечил себе базу в плодородной его части.
— Гинс Г. К. Сибирь, союзники и Колчак. Типо-литография русской духовной миссии. Пекин. 1921